# Pukamäe
Pukamäe – wieś w Estonii, prowincji Rapla, w gminie Kohila.